# Julius Erhard
Julius Gustav Erhard (* 21. März 1820 in Schwäbisch Gmünd; † 19. Januar 1898 ebenda) war ein deutscher Fabrikant, Kommerzienrat und Altertums- und Kunstsammler.

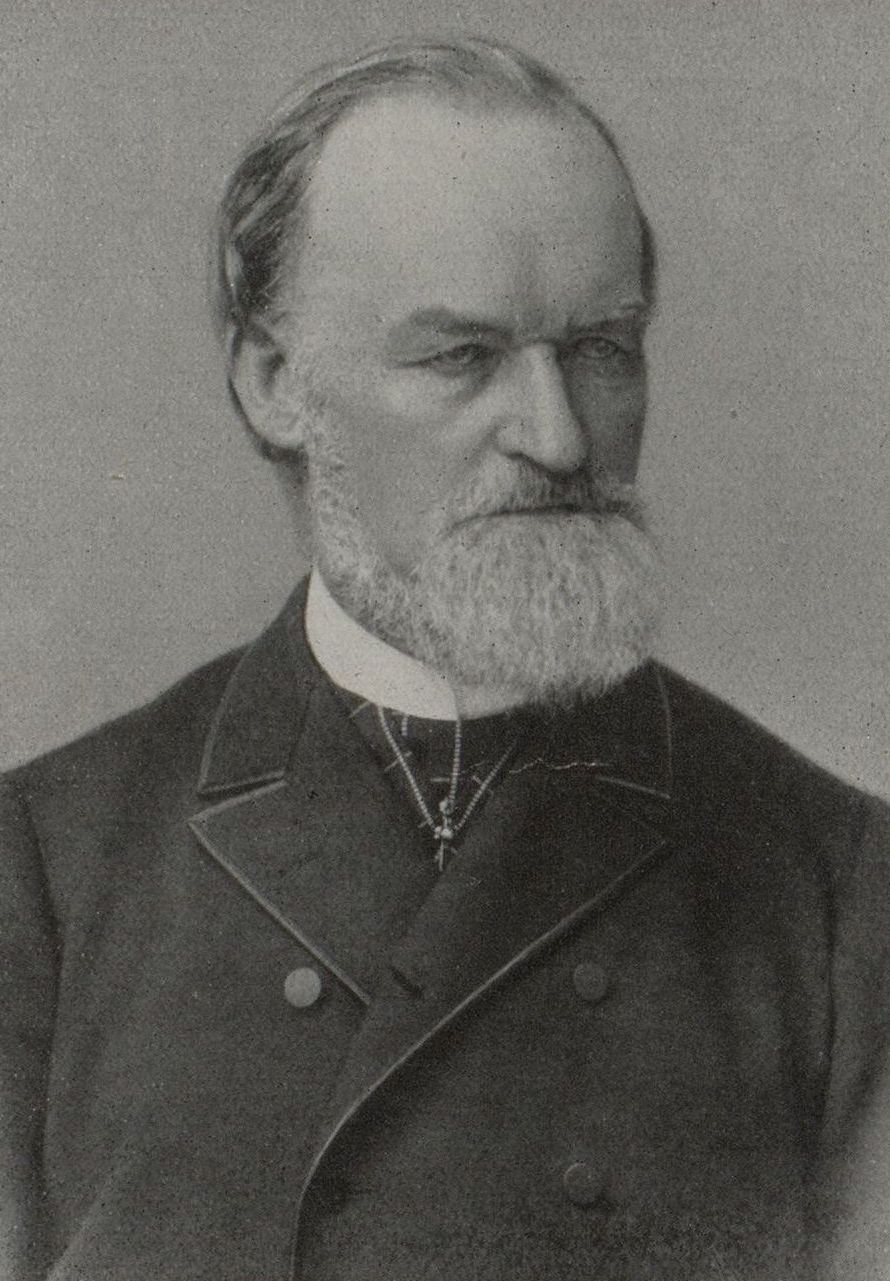
Julius Erhard

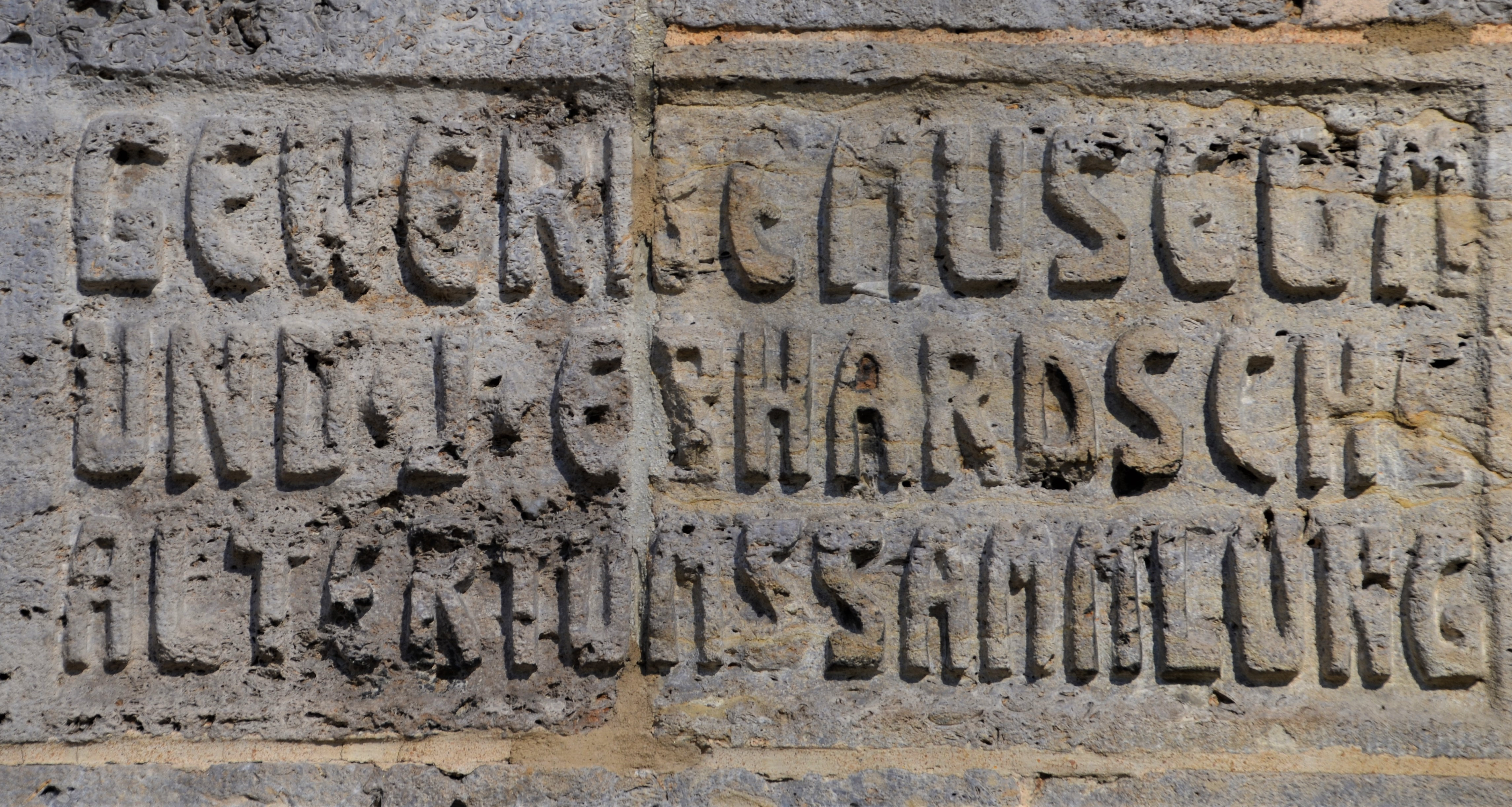
Schriftzug J. Erhardsche Altertumssammlung am ehemaligen Standort der Sammlung in der Hochschule für Gestaltung Schwäbisch Gmünd

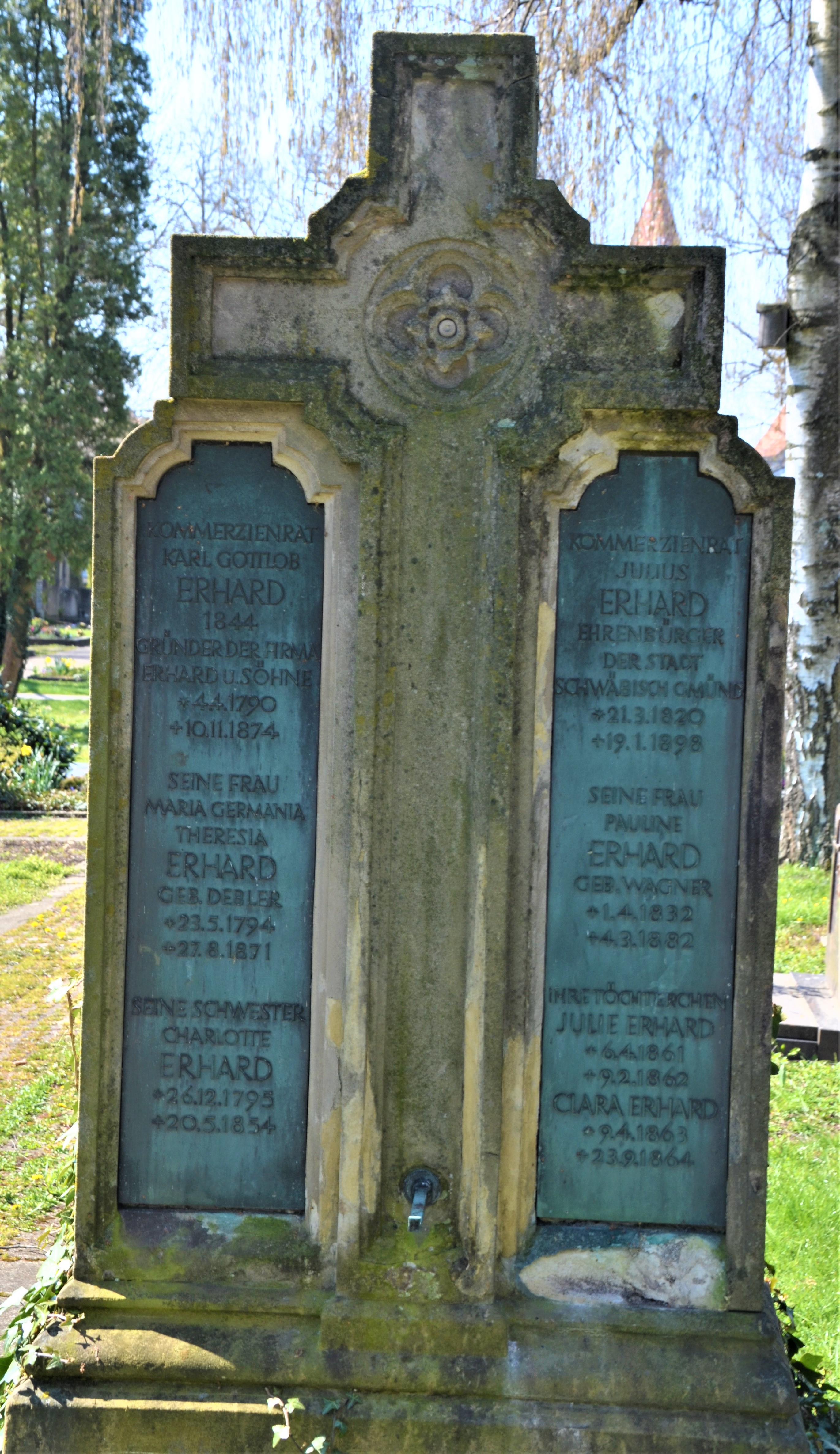
Grabmal auf dem Leonhardsfriedhof

## Leben
Erhard absolvierte seine Schuljahre in Stuttgart und trat 1834 in Leipzig beim Juwelier Theodor Strube in die Lehre. 1838 nach Hause zurückgekehrt, war er bis 1841 in Gmünd als Graveurlehrling tätig. Anschließend ging er nach London, 1842 nach Paris und 1843 nach München, wo er mit künstlerischen Studien seine Ausbildung komplettierte.
Nach seiner Heimkehr 1844 gründete er mit seinem Vater, dem Kommerzienrat Karl Gottlob Erhard, und seinem Bruder die Firma Erhard & Söhne. Er leitete dort unter anderem ein Atelier, in dem diverse später namhafte Gestalter arbeiteten, darunter zum Beispiel Wilhelm Widemann und Carl Offterdinger.
Stark an der Heimatgeschichte interessiert, legte Julius Erhard eine große Sammlung von über 1000 Objekten an, die nach seinem Tod als J. Erhardsche Altertümersammlung an das Städtische Museum überging.
Laut Wagner wurde er mit diversen Ehrungen und Orden ausgestattet. So wurde ihm unter anderem die Ehrenbürgerwürde seiner Heimatstadt verliehen und die dortige Erhardstraße nach ihm benannt. 1888 widmete ihm Anton Pfitzer seine Monographie über die Johanniskirche in Schwäbisch Gmünd „in Liebe und Verehrung“. Er wurde auf dem städtischen Leonhardsfriedhof beigesetzt.